# Mad Dog II: The Lost Gold
Mad Dog II: The Lost Gold é um jogo eletronico, lançado pela empresa American Laser Games em 1992, que é a continuação do game Mad Dog McCree, de 1990. Assim como o anterior, trata-se de um filme Live-action, em que o jogador interage em algumas poucas cenas.
O jogo foi lançado para arcade, PC, CD-i, Sega-CD e 3DO Interactive Multiplayer.

## Relançamentos
- Em 2009, ele foi relançado em um pacote para Nintendo Wii.[1]

- Em abril de 2013, ele foi re-lançado para PS3 (exclusivo para download via PSN).[2]